# Macromitrium prorepens
Macromitrium prorepens är en bladmossart som beskrevs av Schwaegrichen 1826. Macromitrium prorepens ingår i släktet Macromitrium och familjen Orthotrichaceae. Inga underarter finns listade i Catalogue of Life.